# Рузановська сільська рада
Руза́новська сільська рада (рос. Рузановский сельский совет) — сільське поселення у складі Спаського району Пензенської області Росії.
Адміністративний центр — село Рузаново.

## Населення
Населення — 242 особи (2019; 295 в 2010, 346 у 2002).

## Склад
До складу сільської ради входять:
| Населений пункт   | Населення, осіб (2002) | Населення, осіб (2010) |
| ----------------- | ---------------------- | ---------------------- |
| Баранчеєвка, село | 144                    | 127                    |
| Рузаново, село    | 202                    | 168                    |